# Underås
Underås var en gård i stadsdelen Gårda i Göteborg, i Örgryte socken. Den var belägen intill Örgrytevägen, ungefär där Focushuset ligger.

## Historik
Underås var inte upptaget i 1550 års jordebok, men år 1566 fanns det två skattebönder där. År 1573 var det förlänat till Per Nilsson. Underås hörde samman med Burgården. År 1586 innehade Erik Gustafsson (Stenbock) Underås, liksom Överås.  På 1600-talet ägdes Underås av hans son Gustav Eriksson (Stenbock) och från 1689 av biskop Johan Carlberg och dennes arvingar. I början av 1720-talet bosatte sig Bengt Wilhelm Carlberg på Underås, där han bodde till år 1729, då Underås och Överås övergick genom köp till köpmannen Erik Nissen, varvid Carlberg flyttade till Kärralunds gård. År 1746 besökte Carl von Linné Underås och skildrade detta i sin "Västgötaresa". Bland annat fann han där det största kastanjeträdet i trakten, vilket mätte tre och en halv meter i omkrets vid stammens nedersta del.
Nissen uppförde en manbyggnad och anlade en vacker trädgård med lusthus, fiskdammar och kanaler på Underås, och denna kom att vårdas när Nissens dotterdotter änkefru Dorothea Elisabeth Santesson, född Matsen, år 1808 flyttade från Kärralund till Underås. Till trädgården hörde ett större orangeri med citron-, pomerans-, apelsin-, fikon-, granatäpple-, lagerbär-, muskot-, myrten- oliander- och flera sorters träd, samt orangeriblommor och växter. I växthuset odlades selleri, persilja och andra köksväxter. Efter fru Santessons död år 1829 såldes Underås med tillhörande Överås till kaptenen Lorents Giers år 1830. Denne kom på ekonomiskt obestånd och Underås inropades av handlanden L.A. Pettersson. I mitten av 1850-talet omdanades parken av hortikultören Frans Töpel. I slutet av 1860-talet och under 1870-talet uppfördes flera nya byggnader på Underåsområdet, bland annat byggde Carl David Lundström en villa där år 1867.
År 1851 övertog Carl David Lundström Underås och Överås och använde det som sommarbostad. I slutet av sin levnad bodde Lundström på Underås, där han avled år 1879. Sedan Lundström förvärvat Underås lät han riva mangårdsbyggnaden från 1730 och uppförde en tillfällig huvudbyggnad på norra sidan av Delsjöbäcken. År 1856 revs ekonomibyggnaderna och flyttades närmare Mölndalsån och en ny mangårdsbyggnad uppfördes på platsen för den tidigare ladan år 1862. Den tillfälliga huvudbyggnaden blev rättarbostad och år 1867 uppfördes Lilla Underås, dit sonen Carl flyttade med sin familj. Då Carl Lundström flyttade till Finland, där han blev vice konsul år 1881, övertogs villan av hans yngre broder David, som bodde kvar där till sin död år 1924. Hans hustru flyttade då till villa Magnhild intill och Lilla Underås monterades ner och flyttades till Bö. Då David Lundström flyttade in i villa Underås år 1881, såldes resten av gården till Charlotta von Reis, som bodde där fram till år 1885, varefter sonen Alban von Reis tog över bostaden. Underås mangårdsbyggnad kom att innehas av olika ägare, fram tills att Jehovas vittnen  tog över och inrättade en Rikets sal i bottenvåningen år 1963. Byggnaden revs år 1972. Rättarbostaden förstördes vid en brand år 1935.
När staden växte styckades marken och Underås villastad med stora trävillor uppfördes. Den 26 februari 1897 annonserades det i Göteborgs Aftonblad: "Intresserade personer hafva inbjudit till bildande af ett bolag ned syfte att omskapa parken vid Underås till ett villaqvarter. Upplysningar om företaget lemnas å hrr C. Uggla & C:s kontor, Norra Hamngatan 6." Villorna hette bland annat Villa Lindenhof, Villa Glitne och Villa Idelund. Villorna revs på 1960-talet och i början av 1970-talet uppfördes affärshuset Focus på platsen för Underås corps-de-logi.

## Engblads tapetfabrik
År 1919 byggdes Engblads Tapetfabrik, en filial till Göteborgs Tapetfabrik, i Underås nordvästra hörn, där gårdens ekonomibyggnader låg. I augusti 1935 förstördes de flesta byggnaderna, men även huvudbyggnaden i sten, vilken klarade sig, ersattes vid uppförandet av en ny fabrik. Antalet anställda var under 1940-talet omkring 60. På 1960-talet fusionerades ett antal tapetfabriker i AB Tapetinvest och verksamheten flyttade till Norrköping. Byggnaderna vid Åvägen revs år 1970.

## Gatunamn
Underåsgatan i Gårda fick sitt namn år 1902, och det bekräftades år 1923. Gatan hette tidigare Neptungatan. Namnet Neptungatan kom senare att beteckna nuvarande Gudmundsgatan. Gudmundsgatan, som fastställdes år 1923, hette ursprungligen Tritongatan, men namnet flyttades från södra sidan av kvarteret Triton till dess norra sida år 1902, då namnändring till Neptungatan skedde. Gudmundsgatan fick sitt namn till minne av bonden Gudmund Ormsson, som brukade Underås på 1670-talet. Underås Villagata namnändrades år 1923 till Nissensgatan, efter köpmannen Erik Nissen, för att undvika förväxling med Underåsgatan. Namnet Nissensgatan har utgått på grund av stadsplaneändring.